# Heinrich August Pierer
Heinrich August Pierer (Altenburg, 26 febbraio 1794 – Altenburg, 12 maggio 1850) è stato un enciclopedista, lessicografo e editore tedesco, noto in particolare per il suo Universal-Lexikon der Vergangenheit und Gegenwart, un dizionario enciclopedico in più volumi pubblicato per la prima volta tra il 1835 e il 1836.

## Biografia
Figlio dell'editore Johann Friedrich Pierer (1767-1832). Studiò medicina all'Università di Jena. Ha combattuto nella battaglia di Lipsia, dove si ferì durante l'assalto di Wachau, e in seguito partecipò alla battaglia di Waterloo. Dopo la fine delle ostilità lavorò come insegnante di scuola a Posen, e nel 1820 diventò socio della ditta di stampa del padre, Pierer'sche Hofbuchdruckerei.